# Moepa albidens
Moepa albidens är en fjärilsart som beskrevs av Walker 1865. Moepa albidens ingår i släktet Moepa och familjen nattflyn. Inga underarter finns listade i Catalogue of Life.